# JLENS
Joint Land Attack Cruise Missile Defense Elevated Netted Sensor (JLENS) (česky: Spojený systém pozemní obrany proti řízeným střelám se zvýšenou sítí senzorů) je průzkumný systém vyvíjený americkou společností Raytheon. Primárně je určen k zachycení nízko letících cílů, jako jsou střely s plochou dráhou letu. Jeho koncepce vychází z toho, že dvojice vzducholodí JLENS může vynést senzory do velké výšky a s menšími náklady získat větší dosah, než mají pozemní systémy (kvůli nízkému radiolokačnímu horizontu). Zároveň by umožnila téměř nepřetržité nasazení systému, který by představoval nízkonákladovou obdobu letounů AEW&C. Roku 2015 byl program zastaven po utržení jedné vzducholodě v silném větru. Od té doby bylo zvažováno jedno obnovení, naposledy druhou administrativou prezidenta Trumpa.

## Historie
Program byl zahájen na konci 90. let. V roce 2010 byly zahájeny letové zkoušky na základně Dugway Proving Grounds v Utahu. Armáda v té době plánovala pořídit až čtrnáct systémů (nejméně však šest). V lednu 2015 zahájil JLENS tříleté operační cvičení na základně Aberdeen Proving Grounds v Marylandu.
V říjnu 2015 se vzducholoď s radarem pro řízení palby kvůli silnému větru uvolnila z kotviště. Kotvící lana se přetrhla. Neřízená vzducholoď tři hodiny plula po pensylvánském venkově. Táhla za sebou 6700 metrů speciálního lana vyrobeného z vláken na bázi polymeru tekutých krystalů zvaného Vectran, které několikrát zasáhlo pozemní elektrické vedení, což způsobilo výpadky proudu. Nakonec uvízla v lesích u obce Moreland a policisté ji museli prostřílet, aby klesla na zem. Přestože nehoda neprokazovala neúčinnost systému JLENS, ale chybu při kotvení vzducholodě, v důsledku incidentu bylo sníženo finacování programu ze 45 na 2,5 milionů dolarů, což byl jeho konec. Mnozí odborníci to přitom považovali za ukvapené.
Administrativa prezidenta Bidena zvažovala obnovu programu. Plánovala na ni přidělit 25 milionů dolarů, ale financování neprošlo zablokovaným Kongresem. Roku 2025 nastoupila administrativa prezidenta Trumpa, který na JLENS požaduje vyčlenit 100 milionů dolarů. Armáda by tak měla možnost znovu otestovat a vyhodnotit klady a zápory systému.

## Popis

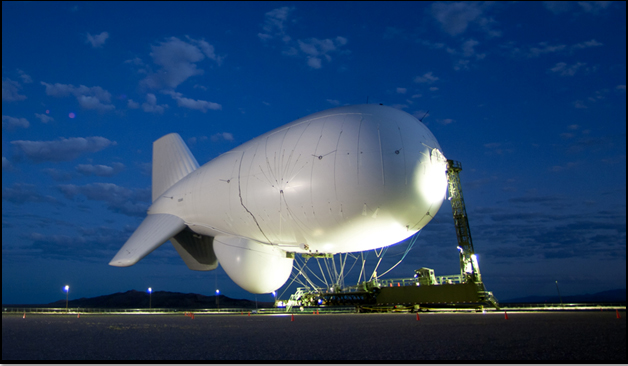
JLENS v roce 2012

Systém JLENS tvoří dvě vzducholodě o délce 74 metrů. Jejich nosným plynem je helium. Jsou schopné vystoupat do výsky 10 kilometrů. Ve spodní části vzducholodí jsou umístěny radary. Jedna nese přehledový radar s maximálním dosahem 550 km a druhá zaměřovací radar pracující v pásmu X. Přehledový radar umožňuje monitorovat škálu rozmanitých cílů, jako jsou taktické balistické rakety, střely s plochou dráhou letu, letadla či bezpilotní letadla, sekundárně též lodě, tanky, nebo mobilní raketomety. Druhá vzducholoď na ně může navádět palbu. Součástí systému je také mobilní kotevní stanice, komunikační stanice a další nezbytné pozemní vybavení.